# Официнский, Роман Андреевич
Роман Андреевич Официнский (укр. Роман Андрійович Офіцинський; род. 6 марта 1969, с. Оглядов) — украинский историк, поэт, прозаик, публицист, педагог. Доктор исторических наук (2006). Профессор (2008). Проректор по научно-педагогической работе (2012—2014), заведующий кафедрой истории Украины (2012—2018), заведующий кафедрой туризма (2018—2021) Ужгородского национального университета.

## Биография
В 1993 году окончил с отличием исторический факультет Ужгородского государственного университета, затем в 1996 году — аспирантуру при кафедре истории Украины Ужгородского государственного университета, где впоследствии преподавал четверть века на кафедрах теории и истории государства и права, политологии, истории Украины, истории Венгрии и европейской интеграции. Одновременно преподавал в Ужгородском коммерческом техникуме, Закарпатском институте последипломного педагогического образования, Закарпатском областном центре переподготовки и повышения квалификации работников органов государственной власти, Карпатском университете имени Августина Волошина.
В 1987—1989 годах служил в Советской Армии в Главном управлении космических орбитальных средств министерства обороны СССР на космодроме «Байконур» в Казахстане . Награждён медалью СССР «За отличие в воинской службе» 2-й степени.
Позже — заместитель директора Закарпатского центра социальных служб для молодёжи (1994—1996), заместитель председателя Закарпатского молодёжного демократического союза (1994—1998). Главный редактор научных сборников «Молодёжь — Украина» (1994—1997), «Тысячелетия» (2014—2017), «Этника Карпат» (2016). Главный редактор областных еженедельных газет «Социал-демократ» (1998—2002), «Мировоззрение» (2002—2003). Советник председателя Закарпатской областной общественной эколого-просветительской организации «Природа» и главного редактора областной газеты «Природа» (2003—2005).
Прошел стажировку по местному управлению в штате Массачусетс, США (1997). Комиссар украинско-венгерской научной экологической экспедиции «Тиса-2003». Эксперт в проекте Европейской комиссии «Предупреждение и управление паводковыми рисками в Закарпатской области» (2004).
Был членом коллегии Государственного архива Закарпатской области (2008—2012). Эксперт Министерства образования и науки Украины по отбору учебников для 11 класса (2019). Член редакционной коллегии энциклопедического издания «Свод памятников истории и культуры Закарпатской области» (2020—2022). Член жюри Международной премии имени Ивана Франко (2020—2021).
Председатель диссертационного совета по историческим наукам Ужгородского национального университета для защиты кандидатских и докторских диссертаций по специальностям «История Украины» и «Всемирная история» (2013—2016). Научный руководитель 1 доктора и 7 кандидатов исторических наук.

## Научная и творческая деятельность
Автор монографий:
- «Политическое развитие Закарпатья в составе Венгрии (1939—1944)» (1997),
- «Политическое развитие независимой Украины (1991—2004)» (2005),
- «Новоселица в прошлом и настоящем (1371—2008)» (2009),
- «Иван Франко в историографическом треугольнике: интерпретации, источники, взаимоотношения» (2011),
- «Новейшая литература Закарпатья» (2015),
- «Народные предания Закарпатья» (2016),
- «Карпатская Украина» (2020),
- «История УПА» (2021),
- «Закарпатье издавна» (2022),
- «Убийство Степана Бандеры» (2022; 2024),
- «Степан Бандера» (2024).

Учебных пособий:
- «Европейская и евроатлантическая интеграция Украины: социальный аспект» (2007),
- «Экскурсии по Ужгороду» (2017),
- «Экскурсии по Закарпатью» (2019).

Поэтических сборников:
- «Нашествие ангелов» (1993),
- «Ураган тысячелетий» (1997),
- «Идеология восстаний» (2004),
- «Жура журавлей» (2019).

Сборников прозы:
- «Ломиголовка» (2015),
- «Красная линия» (2018).

Публицистических книг:
- «Сто впечатлений из Америки» (2001),
- «Девять бокорашей и неверная Тиса» (2003),
- «Трудно жить Кассандрой» (2008),
- «Стальные нервы тореадора» (2015).

## Награды
- Медаль «За отличие в воинской службе» II степени (1989).
- Благодарность Президента Украины (1999).
- Почётные грамоты Украинского государственного центра социальных служб для молодежи (1999), Национального союза журналистов Украины (2001), Закарпатского областного совета профсоюзов (2002), Закарпатской областной государственной администрации (2009), архиепископа Мукачевского и Ужгородского (2011).
- Орден Георгия Победоносца III степени Мукачевско-Карпатской епархии (2019).
- Премии имени Михаила Лучкая (2018), Петра Скунца (2019), Дмитрия Яворницкого (2020), Зореслава (2024)[2].
- Почетный краевед Украины (2019).
- Лауреат Всеукраинских литературных конкурсов имени Леся Мартовича (2022), Григора Тютюнника (2023).
- Орден Святителя Николая Православной Церкви Украины (2024).